# Аркасы
Аркасы́ (чув. Аркасси) — деревня в Чебоксарском районе Чувашской Республики. Входит в состав Синьяльского сельского поселения.

## Название
Название селения произошло от чув. ар, арҫын — «мужчина».
По другой версии, название восходит к чув. арман — «мельница».

## География
Населённый пункт находится в северной части Чувашской Республики, на правом берегу реки Кукшум, в сосновом бору. Удалённость от города Чебоксары составляет 12 км, от районного центра пгт Кугеси — 27 км. Расстояние до железнодорожной станции — 12 км. С южной стороны деревня граничит с микрорайоном Юраково города Новочебоксарск.

## История
В архивных документах деревня упоминается в конце XVII века, а первый дом был построен в 1686 году. Жители — чуваши, до 1866 года — государственные крестьяне; занимались земледелием, животноводством, домашним ремеслом, лозоплетением, бондарными, шорными и прочими промыслами. В XVII-начале XX веков действовали 2 часовни от храма Николая Чудотворца села Яндашево (ныне в составе Новочебоксарска). Вокруг деревни имелось 12 ветряных мельниц. В период коллективизации, 18 февраля 1930 года был организован колхоз «Опчумар», позже переименованный в колхоз им. Кирова. В 2010 году действовал СХПК им. Кадыкова.

## Население
Постоянное население составляло 96 человек (чуваши — 100 %) в 2002 году, 125 в 2010.